# Smash
Smash – trzecia płyta punkrockowego zespołu The Offspring, wydana w 1994 roku przez wytwórnię Epitaph Records. Płyta przyniosła zespołowi dużą sławę, rozchodząc się w ponad 11 milionach egzemplarzy na całym świecie i ustanawiając niepokonany do dziś rekord sprzedaży wśród albumów wydanych przez niezależną wytwórnię. W tekstach piosenek poruszane są m.in. problem przemocy wśród młodzieży (Come Out and Play), szacunku do samego siebie (Self Esteem), narkomanii (What Happened to You?) lub obraz współczesnego świata, widziany z perspektywy młodzieży (Not the One).

## Lista utworów
1. Time to Relax – 0:25
2. Nitro (Youth Energy) – 2:26
3. Bad Habit – 3:43
4. Gotta Get Away – 3:53
5. Genocide – 3:31
6. Something to Believe In – 3:17
7. Come Out and Play – 3:17
8. Self Esteem – 4:17
9. It’ll Be a Long Time – 2:43
10. Killboy Powerhead – 2:02
  - Cover piosenki The Didjits
11. What Happened to You? – 2:12
12. So Alone – 1:17
13. Not the One – 2:55
14. Smash – 10:39
  - bezpośrednio po piosence Smash słychać następujący tekst mówiony przez...:
„There, I hoped you enjoyed that time together today
You know it seems harder and harder to sit back and enjoy the finer things in life
Well till next time, tada”
  - zaraz po tym jest outro, które pojawi się później na płycie Ixnay on the hombre
  - ostatnią piosenką na płycie jest „Come Out and Play (reprise)” będąca hidden trackiem zaczynającym się w 9 minucie 7 sekundzie od początku Smasha.

## Single
- Come Out and Play (1994)
- Self Esteem (1994) – uważany za jeden z największych hitów w dorobku zespołu.
- Gotta Get Away (1995)